# گتان (گزور)
گتان روستایی در دهستان گزور بخش مینان شهرستان سرباز استان سیستان و بلوچستان ایران است.

## جمعیت
بر پایه سرشماری عمومی نفوس و مسکن در سال ۱۳۹۵ جمعیت این روستا ۴۸۷ نفر (۱۱۳خانوار) بوده‌است.